# هادی مصدقی
هادی مصدقی  از سیاستمداران ایرانی بود، که در دوره‌  هفدهم بعنوان نماینده ملایر در مجلس شورای ملی حضور داشت.